# Périgny-la-Rose
Périgny-la-Rose är en kommun i departementet Aube i regionen Grand Est (tidigare regionen Champagne-Ardenne) i nordöstra Frankrike. Kommunen ligger  i kantonen Villenauxe-la-Grande som ligger i arrondissementet Nogent-sur-Seine. År 2022 hade Périgny-la-Rose 160 invånare.

## Befolkningsutveckling
Antalet invånare i kommunen Périgny-la-Rose
Referens: INSEE